# Vitbukig stare
Vitbukig stare (Arizelopsar femoralis) är en hotad afrikansk fågel i familjen starar inom ordningen tättingar.

## Utseende och läten
Vitbukig stare är en liten (16–18 cm), skogslevande stare. Den har svart på huvud och bröst, vitt på undersidan och lysande orangefärgade ögon. Liknande brokstaren har tydliga vita vingfläckar och förekommer i mycket torrare och öppnare landskap. Lätet är melodiskt och visslande, upp- och nerför i skalan, medan sången kort och ljus.

## Utbredning och status
Fågeln förekommer från Mount Kenya söderut till Mount Meru och Kilimanjaro. Den placeras som ensam art i släktet Arizelopsar och behandlas som monotypisk, det vill säga att den inte delas in i några underarter.

## Status och hot
IUCN kategoriserar arten som starkt hotad (EN).